# U 867
U 867 war ein deutsches U-Boot vom IX C/40, das durch die deutsche Kriegsmarine während des U-Boot-Krieges im Zweiten Weltkrieg in der Nordsee eingesetzt wurde.

## Bau
U 867 wurde als eines von 11 Booten der Klasse IX C bei der Bremer Deschimag-Werft gebaut. Das Boot gehörte zur  Bauserie, die die Boote U 865 bis U 870 beinhaltete. Ein Boot dieses Typs war 76 m lang und hatte einen Durchmesser von 6,84 m. Es erreichte bei Überwasserfahrt eine Geschwindigkeit von 18,3 kn und fuhr unter Wasser maximal 7,5 kn. U 867 wurde am 12. Dezember 1943 durch Kapitän zur See Arved von Mühlendahl in Dienst gestellt. Wie viele Boote seiner Zeit trug auch U 870 ein Wappen am Turm. Es handelte sich um das Flottillenzeichen der 11. U-Flottille, einen aufrecht stehenden Eisbären vor der Silhouette eines U-Boot-Turms.

## Einsatz und Geschichte
Nach der Indienststellung wurde U 867 der 4. Unterseebootsflottille als Ausbildungsboot zugeteilt, die in Stettin stationiert war. Bis zum Herbst 1944 unternahm Kommandant von Mühlendahl von hier aus Ausbildungsfahrten in der Ostsee zur Erprobung des Bootes und zum Training der Besatzung. Am 8. September lief er von Kiel aus zu seiner einzigen Unternehmung mit diesem Boot aus. Von Mühlendahl hatte den Auftrag, ein Wetterfunkgerät Land an der Küste von Labrador einzurichten. Neben den technischen Geräten, die in den Torpedorohren transportiert wurden, hatte das Boot zu diesem Zweck einen Meteorologen an Bord genommen.
Wenige Tage nach dem Auslaufen fielen beide Dieselmotoren von U 867 aus. Am 17. September setzte Kommandant von Mühlendahl einen Funkspruch ab, in dem er um Unterstützung bat, da die Motoren mit Bordmitteln nicht mehr in Gang zu bringen waren. Zwei Tage später wurde U 867 nordwestlich von Bergen durch einen Liberator-Bomber entdeckt und mit Wasserbomben versenkt. Bei der Versenkung des Bootes gab es keine Überlebenden. Die Leichen von sechs Besatzungsmitgliedern, unter ihnen Kommandant von Mühlendahl, wurden einige Tage später an der norwegischen Küste angespült.